# LEN European Cup 1991-1992
La LEN European Cup 1991-1992  è stata la ventinovesima edizione del massimo trofeo continentale di pallanuoto per squadre europee di club.
Le otto squadre qualificate alla fase finale si sono incontrate in gare a eliminazione diretta.
Gli ultimi campioni di Jugoslavia dello Jadran Spalato, rappresentanti della neonata Croazia, hanno conquistato il titolo per la prima volta, superando nella doppia finale la Rari Nantes Savona.

## Quarti di finale
| Qualificate       |                   |
| - Barcellona      | - Savona          |
| - CSK VMF Mosca   | - Spandau         |
| - Jadran Spalato  | - Steaua Bucarest |
| - Polar Bears Ede | - Vouliagmeni     |

| Andata | Andata                        | Andata |
| Data   | Gara                          | Ris.   |
| ------ | ----------------------------- | ------ |
| ?      | Jadran Spalato - Barcellona   | 12-7   |
| ?      | Spandau - CSK VMF Mosca       | 15-9   |
| ?      | Steaua Bucarest - Savona      | 10-12  |
| ?      | Vouliagmeni - Polar Bears Ede | 8-6    |

| Ritorno | Ritorno                       | Ritorno | Ritorno |
| Data    | Gara                          | Ris.    | Tot.    |
| ------- | ----------------------------- | ------- | ------- |
| ?       | Barcellona - Jadran Spalato   | 11-11   | 18-23   |
| ?       | CSK VMF Mosca - Spandau       | 9-7     | 18-22   |
| ?       | Savona - Steaua Bucarest      | 14-8    | 26-18   |
| ?       | Polar Bears Ede - Vouliagmeni | 18-10   | 24-18   |

## Semifinali
| Andata | Andata                           | Andata |
| Data   | Gara                             | Ris.   |
| ------ | -------------------------------- | ------ |
| ?      | Polar Bears Ede - Jadran Spalato | 11-9   |
| ?      | Spandau - Savona                 | 13-11  |

| Ritorno | Ritorno                          | Ritorno | Ritorno |
| Data    | Gara                             | Ris.    | Tot.    |
| ------- | -------------------------------- | ------- | ------- |
| ?       | Jadran Spalato - Polar Bears Ede | 9-6     | 18-17   |
| ?       | Savona - Spandau                 | 13-10   | 24-23   |

## Finale
| Andata | Andata                  | Andata |
| Data   | Gara                    | Ris.   |
| ------ | ----------------------- | ------ |
| ?      | Savona - Jadran Spalato | 12-10  |

| Ritorno | Ritorno                 | Ritorno | Ritorno |
| Data    | Gara                    | Ris.    | Tot.    |
| ------- | ----------------------- | ------- | ------- |
| ?       | Jadran Spalato - Savona | 11-8    | 21-20   |

### Campioni
- Jadran Spalato Campione d'Europa:

Renco Posinković, Ognjen Kržić, Joško Kreković, Mislav Bezmalinović, Vasović, Budimir, Duhović, Savicević, Mocan, Perica Bukić, Renato Vrbičić, Dubravko Šimenc, Bratić.

## Fonti
- (EN)  LEN, The Dalekovod Final Four - Book of Champions 2011, 2011 (versione digitale)